# 손석우
손석우(孫夕友, 1920년 12월 30일 ~ 2019년 11월 12일)는 대한민국의 대중음악 작사가 겸 작곡가이다.

## 생애
손석우는 1920년 전라남도 장흥에서 태어났다. 전라남도 목포고등상업학교를 졸업하고, 목포 호남은행에서 근무하다가, 1941년에 작곡가 김해송(金海松)의 소개로 조선연예주식회사에 입사해 기타 연주자로 활동했다. 이후 1957년에는 영화 《청실홍실》로 영화 음악감독 데뷔하였다.
2011년, 한국대중음악상 선정위원회가 선정한 제8회 한국대중음악상 〈공로상〉을 수상했다.

## 대표작
- 한명숙의 《노란 샤쓰 입은 사나이》

## 가족 관계
- 배우자 : 최의덕
  - 아들 : 손혜민
  - 딸 : 손애실·호실·풍실

## 참조
1. 1 2  “'정홍택의 지금은 말할 수 있다' <51> 손석우의 음악 70년”. 2009년 3월 24일. 2011년 1월 26일에 원본 문서에서 보존된 문서. 2014년 5월 31일에 확인함.